# إيمري مولنار
إيمري مولنار (بالمجرية: Molnár Imre)‏ هو لاعب جمباز فني ومدرب رياضي ومدرس مجري، ولد في 30 مارس 1949 في ميشكولتس في المجر، وتوفي في 26 سبتمبر 2019.

## وصلات خارجية
- إيمري مولنار على موقع أوليمبيديا (الإنجليزية)